# Арл
Арл (фр. Arles, оксит. Arle) је град у Француској у региону Прованса-Алпи-Азурна обала, у департману Ушће Роне.
По подацима из 2006. године број становника у месту је био 51.970.
Река Рона се узводно од Арла дели на два рукавца и ствара област делте под именом Камарг. Цело ово подручје је административно део Арла, тако да је он највећа француска општина по површини (758,93 km²), чак седам пута већа од Париза. 
Арл су основали стари Грци у 6. веку п. н. е. под именом Телине. Јулије Цезар је овде 46. године п. н. е. основао војну колонију Colonia Julia Paterna Arelate Sextanorum. Цар Константин је проширио и украсо овај град. Арл је постао главни град Галије 395. 
Град је настрадао у инвазији Сарацена и Франака у 8. веку. Године 933, Рудолф II је основао Краљевину Арл која је обухватала данашњу западну Швајцарску и Провансу. Временом је њена територија прелазила под власт Француске краљевине. До 1378. ово краљевство је нестало као ентитет. Кроз новију историју Арл је био битна трговачка лука на Рони, све до појаве железнице. Импресиониран лепотом овог краја, ту је живео и сликао Винсент ван Гог у периоду 1888—1889. 

## Демографија
| 1962.  | 1968.  | 1975.  | 1982.  | 1990.  | 1999.  | 2006.  | 2011.  |
| ------ | ------ | ------ | ------ | ------ | ------ | ------ | ------ |
| 41.932 | 45.774 | 50.059 | 50.500 | 52.058 | 50.513 | 51.970 | 52.510 |

## Знаменитости
Од 1981. римски и романички споменици Арла су на Унесковој листи Светске баштине. То су:
- Римски театар
- Римски амфитеатар
- Римска некропола
- Константинове терме
- Криптопортикус
- Обелиск из Арла
- Романичка црква светог Трофима

## Галерија
- Портал цркве светог Трофима
- Кафе у Арлу ноћу, Винсент ван Гог, 1888.
- Кафе Ван Гог
- Арлежанке у народној ношњи
- Градски центар са реком Роном у позадини
- Унутрашњост римског амфитеатра
- Уске градске улице
- Градска већница и римски обелиск

## Међународна сарадња
- Псков
- Херез де ла Фронтера
- Фулда
- Јорк
- Кубељес
- Верчели
- Сагне
- Калимнос
- Висбич
- Жоужуанг
- Вервје